# Torne
torne（トルネ）は、ソニー・インタラクティブエンタテインメント (SIE) （旧称：ソニー・コンピュータエンタテインメント (SCE) ）が開発・販売するテレビ視聴・録画アプリケーションである。

## 概要
PlayStationシリーズのゲーム機、各種スマートフォン・タブレット端末用のテレビ視聴・録画アプリケーションで、PlayStation 3版以外は必ず「ネットワークレコーダー&メディアストレージ」のnasneと組み合わせて使う。機種によっては地デジチューナーユニット（PS3のみ）やソニー製のBDレコーダーを接続して使用することも可能となっている。
torneが動作する対応機種は以下の通り。
- PlayStation 5（2021年11月24日に配信開始）[1]
- PlayStation 4
- PlayStation 3(チューナーセット、nasneの中にインストールディスク同梱）
- PlayStation Vita
- PlayStation Vita TV (PlayStation TV)
- Androidを搭載したスマートフォン・タブレット端末
- iOS・iPadOSを搭載したiPhone・iPod touch・iPad

基本的な機能は同じだが、機種ごとに対応する機能が異なる。また、2023年時点ではPlayStation Vita版、PlayStation Vita TV版、ダウンロード版のPlayStation 3版のみが有料（800円）となっている。
当初はPlayStation 3（PS3）専用の地上デジタルレコーダーキット(CECH-ZD1J)として2010年3月18日に発売された。希望小売価格は9,980円（税込）。そのためキット付属の地デジチューナーユニットの名称が「torne」であると誤認されることがあるが、SIEによると「torne」はテレビ視聴・録画アプリケーションの名称であるとしている。
PS3用デジタルチューナーとしては欧州向けのPlayTVが2008年から先行して販売されているが、日本では地上デジタルテレビ放送の規格やB-CASによる著作権保護などが異なり、日本国内では使用できない。torneと「地上デジタルレコーダーキット」、nasneは日本向けに特化して新規開発された製品である。
PlayStationシリーズの本体性能を活かした電子番組ガイド（EPG）や番組検索、ビジュアルシーンサーチなどの簡単軽快なユーザインタフェースが特徴。
名称は「録るね」と「トルネード」から付けられた。

## 機能

### 録画
PS3専用地デジチューナーを使用する場合、PS3のOSそのものが改変されたことで、PS3の電源が自動的に入り、地デジチューナーを経由して録画することが可能。録画が終わる、または録画番組を取得できない状態（地デジチューナーが抜かれている、BCASカードが抜かれている、チューナー線にアンテナが刺さっていない、受信できない時）になると自動的にPS3の電源が切れる。また、録画のために自動的にPS3の電源が入るときは起動時に電子音がならない。このようにPS3本体のOSを利用した録画となっているため、PS4やPS5でPS3用Torne地デジチューナーを使用することができない。
nasneを使用する場合は、ゲーム機の電源が入っているかどうかにかかわらずnasne単体で自動的に録画が行われる。

### 再生
録画されたビデオを再生出来る。録画されたビデオの一覧では抽出や並べ替えも出来る。ただし、録画した映像は1080pでも多少映像の画質や音質は劣化する。そのため、PS4版およびPS5版Torneでは有料で「オトイイネ」と呼ばれる音質向上技術を購入することが可能。録画した番組でも字幕や音声設定は使用可能。PS3版では、録画した番組を外付けUSB機器に移動させることも可能だが、その映像データを他のPS3で起動しているTorneに移動することはできない。

### テレビ放送の視聴
録画だけでなく、放送中の番組の視聴も可能である。視聴中にTorne側の音量を調整することも可能。録画中は録画を停止しないとチャンネルの変更は出来ないが、nasneが複数台などで視聴に使える空きチューナーが有れば録画中の他チャンネル視聴も可能。データ放送は使用不可能。

### ネットワーク機能・トルミル情報
PSNにサインインすると、「トルネオンラインサービス」を許可することで番組の人気度が分かる「トルミル情報」が表示される。これはPSNを介してリアルタイムで視聴者の多い人気番組や、録画予約している人数の多い番組が分かる機能である。番組検索においてこのトルミル情報を利用し人気番組をランキング表示することなども可能。また、Vita/Vita TV版以外でメインメニューに登場するう公式キャラクターの「トルネフ」も、毎日変更されるメッセージを表示するようになる。

### 見ながらネット
PS3版のみ
テレビを見ているときにPlayStation本体に搭載されているインターネットブラウザー（簡易版）を起動でき、番組を見ながらインターネットの閲覧ができる。番組に関することや出演者の情報など気になったことをすぐにインターネットで検索することが可能。
なお、PS3ではXMBから起動する単体のブラウザーとは違い、ゲームから起動する場合はAdobe Flashには対応しない。
PS4版、Vita版、Vita TV版のみ
ブラウザーで検索が可能だが、torneからブラウザーに切り替わるのでTVを見ながらは出来ない。
なお、これらの機種ではブラウザーが最初からAdobe Flashには対応していない。

### PSPとの連携
PS3版のみ
PlayStation Portable(PSP)でリモートプレイによりtorneの機能を利用できるが、インターネット経由のリモートプレイには非対応（厳密に言うと、アプリを起動することはできるが、テレビ番組の視聴が一切できなくなる）。録画した番組をPSPに最適化した解像度・フォーマットに変換して書き出すこともできる。高画質と標準画質で書き出すことが可能だが、4時間以上の番組を書き出す場合は高画質での書き出しは不可能である。PSPへの書き出しはダビング10のルールに基づき9回まで書き出し可能。

### PS Vitaとの連携
PS3版のみ
PlayStation Vita(PS Vita)でもPSP同様にリモートプレイによりtorneの機能を利用できるが、インターネット/3G回線経由のリモートプレイには非対応。但し、Wi-Fi接続によるインターネット経由でも番組の検索や録画予約、ビデオの整理は可能。録画した番組をPS Vitaに最適化した解像度・フォーマットに変換して書き出すこともできる。PS Vitaへの書き出しもダビング10のルールに基づき9回まで書き出し可能。当然ながら書き出しにはPS Vitaに専用メモリーカードが挿入されている必要がある。また、PS3本体のシステムソフトウェアを4.0以上にしておく必要があり、またPS Vitaに専用アプリケーション「uke-torne（ウケトルネ）」をインストールする必要がある。

### PS以外の映像機器との連携
PS3版のみ
バージョン3.00でウォークマンとnav-u（カーナビ）への映像書き出しに対応した。ただし、「トルネ屋」で機能を購入する必要がある（各500円）。

### レコーダーとの連携
PS3版、PS4版のみ
同じホームネットワークに接続されているソニー製BDレコーダーBDZシリーズや録画対応ブラビアをリモートコントロールできる。それらの機器に録画されているビデオも視聴可能。BS/CSチャンネル込みの番組表も表示でき、録画の整理も出来る。
2012年6月にリリースされたバージョン4.00と2012年8月発売の外部レコーダーnasneを組み合わせることで、nasneでの地デジ/BS/CSの視聴・録画・再生が可能となり、nasneを最大4台接続することで、torneの地デジレコーダーと合わせて最大5番組同時録画が可能となる。

### アップデート機能
torne開発者によると「アップデートで機能を拡張していく予定はもちろんあります」としていて。既に何度かのアップデートが行われている。
オンラインで行われるので、インターネット接続が必須。

### Twitter連動機能
PS5版、PS4版のみ
バージョン2.10"ライブ"からライブ機能が追加になった。
ライブ機能はTwitterを利用して、各放送局毎のタイムラインで番組を見ながら投稿されたツイート（つぶやき）を読み書きできる機能である。さながら番組の実況みたいな事ができ、TwitterのIDが無くても呟きの内容を読むことは可能。また、ツイートにはハッシュタグが付加されるため、PCや携帯電話などtorne以外の環境でもTwitterが使えれば、そのハッシュタグの付加されたツイートをまとめて読む、またはハッシュタグを付けて、そのタイムラインに参加することが可能となる。
タイムラインは放送局毎なので、例えば関東の人が他地域の同一時間帯で同一番組の周回遅れ放送の地域のライブに割り込むという事はない。また、その地域の全チャンネルと視聴中のチャンネル限定に切り替えられる。また自分や他者のプロファイルやタイムラインも見ることが可能なほか、番組表から予約した事をツイートすることも可能となっている。
ライブ機能は有無の切り替えができ、有効時にはPlayStation Networkへのサインインが必要。また書き込みを行う際にはTwitterのユーザー名とパスワードの設定が必要となるが、アカウントに登録せずにツイート見るのは可能である。
2013年3月4日をもってライブ機能の提供が休止された。休止理由の詳細は明らかにはされていないが、今後案内できる内容があれば公式サイトで明らかにするとしていた。その後2013年5月16日に実施されたバージョン4.2のアップデートで一部仕様を変更した上でライブ機能が再開されている。その後、PS3版,PS4版双方とともに2017年11月27日からTwitter機能に非対応となった。

### ニコニコ実況連動機能
PS3版バージョン4.5より、一回目のニコニコ実況連動機能がPS3版で対応。一回目のニコニコ実況連動機能の対応は後にPS4版、スマートフォン版でも実装された。リアルタイムで番組を視聴しながら、ニコニコ実況に登録されたコメントを見たり、投稿することができる。録画した番組で見る場合はニコニコアカウントが必要になり、放送日から10日以上経過したビデオのコメント閲覧はプレミアム会員の登録が必要になる。しかし、一回目のニコニコ実況連動機能は2020年にフラッシュプレイヤーの終了が原因でサービスが打ち切られたが、2022年4月13日からPS4版、PS5版、スマートフォン版Torneで再びニコニコ実況に対応した。ただし、AndroidTVでTorneを起動する場合はニコニコ実況のコメント投稿は使用できない。

### トルネ屋
バージョン3.00"リモート"からオンラインショップ機能が追加になった。
在庫の内容は機種別に違っている。
「レコ×トルネ」、「デザインテーマ」、「ウォークマンへの書き出し」「nav-uへの書き出し」等の有料提供機能を販売している。一部の機能は無料体験も可能。

### ニコニコ実況機能
PS3版、PS4版のみ
ニコニコ動画を使って、視聴中のチャンネルに対し「ニコニコ実況」のコメントを表示する機能。ただし、チャンネルは東京キー局だけの対応なので必ずしも番組内容とコメント内容が一致しない。事実上、NHK教育を除く放送では、極一部の都市以外では全国放送の番組だけの対応となる。
この機能はAdobe Flash Playerのサポート終了に伴い、2020年12月16日にサービス終了となったが、2022年4月以降、PlayStation 5やPlayStation 4、iOS・Android搭載のスマートフォン・タブレット端末に順次対応を再開することを同年3月24日に発表した。

## torne登場への転機
torneが実現可能になったのは、2008年4月に外付け地上デジタルチューナーユニットが、規制緩和で解禁されたからである。それまでは、PCなどを介する事による著作権保護突破懸念から、放送業界は危険物視して執拗に反対していたが、Friioが先んじて登場した事によって正規品が存在しない事が却って非正規品の普及を促進する事と、アナログ放送波停止刻限が迫った事による更なる地デジ普及促進策へのこれら現実問題の方が無視出来なくなり、放送業界もついに白旗を揚げて外付け地上デジタルチューナーユニット解禁に至った。
正式に開発がスタートしたのは2009年3月。その約1年前から基礎研究は既に始めていた。さらに遡れば、PS3開発段階から、「いずれはテレビ録画を」という構想はあった。

## 地上波デジタルやそのチューナーに掛かる規制
torneも、PC用外付け地デジチューナーにまつわる規制を同様に受けている事から、仕様や実行速度に影響を受けている。規制には、外付けチューナーであっても内蔵同様に不可分な物として動作する事や、1分毎に1回以上視聴ソフトとチューナー間で相互認証をする事、内部で独自の暗号化を行う事などが有る。
地上デジタルは、アナログ映像信号による1080p出力が禁止されているので、CECH-2500シリーズ以前でD端子で接続している場合はPS3本体のディスプレイ設定で1080iを有効にしておく必要がある。CECH-3000シリーズ以降はD端子にSD出力しかできない。さらにCECH-4200シリーズ以降ではそもそもD端子に出力できない。1080p映像出力にはHDMI接続が必須。

## PlayStation 3版

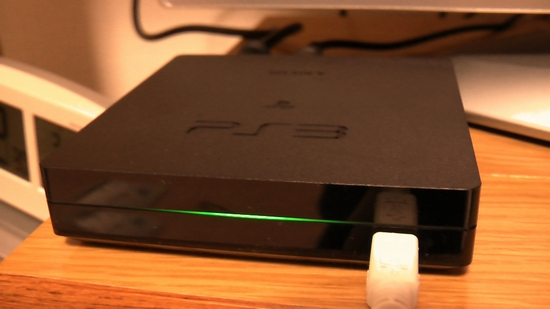
torneのPS3専用地上デジタルチューナーユニット

当初はPS3専用の地デジチューナーユニットとテレビ視聴・録画アプリケーションで構成されるキットとして発売されたが、nasne発売以降はtorneアプリが単独で配信されている。
PS3に地デジチューナーユニットを接続し地上デジタルテレビ放送を視聴出来るほか、PS3内蔵HDD及びUSB接続の外付けHDDへの録画が可能で、PS3をハードディスク・レコーダーとして使用できる。他にnasneやソニー製のBDレコーダーを接続して使用することも可能。
録画した動画はダビング10に則ってPlayStation Portable（PSP）やPlayStation Vita（PS Vita）等に書き出すことができるほか、PSPとPS Vitaのリモートプレイによる使用にも対応している。PS3内蔵のBlu-ray Discドライブは読み取り専用のため、2022年現在ではBlu-ray DiscやDVDへの書き出しはできない。
なお、地デジチューナーユニットで録画したデータを録画に使用していない別のPS3で再生することはできない（外付けのHDDに録画したデータも含む）。これはB-CASの仕様によるもので、PS3と地デジチューナーユニットのセットで著作権管理を行うためである。このことから、PS3本体が故障して基板交換による修理が行われた場合にもやはり録画したデータを再生することができなくなる。PS3を買い換えた場合は、古いPS3と新しいPS3をLANケーブルで接続し、「データ転送ユーティリティー」でデータを移動することで録画したデータを新しいPS3で継続して使用可能。
累計販売本数は2014年7月時点で100万台以上とされている。
2014年7月をもって地デジチューナーキットの出荷を終了すると発表、以降はnasneやPS4への移行を促すとしている。

### 地デジチューナー
PS3専用で他機種では動作しない。
地デジチューナーユニットのアンテナ入力端子（F型コネクタ）にアンテナケーブルを接続し、チューナーとPS3本体はUSBケーブル（バスパワー）で接続する。テレビのアンテナ入力接続用にアンテナスルー出力端子がついており、PS3・チューナーの電源がオフでも、PS3が自動的に電源が入り動作する。チューナーの2台以上の同時接続には対応せず、複数チャンネルの同時録画も不可。予約録画はPS3が電源オフ（スタンバイ状態）でも自動起動して行われ、録画が終わると自動で電源オフ状態へと戻る。録画上限は1,800本であり、外付けHDDを接続しても1,800本以上は録画できない。録画予約の件数は最大50件まで。映像は複雑に暗号化されているため、録画された映像データを他のPS3に移す場合は「データ転送ユーティリティ」か「バックアップユーティリティー」のいずれかを使用する必要がある。
ただし、録画データを書き出す場合はメモリースティックまたはPSP,「ウケトルネ」をインストールしたPSVita本体、一部機種のウォークマンとnav-uにムーブ（書き出し）することが可能である。さらに、メモリースティックに書き出した場合は映像を逆にPS3本体にムーブで戻し、XMBから見れる状態にすることも可能である。ただし、ウォークマンとnav-uは有料プラグインの購入が必要であり、メモリースティックデュオ単体で書き込みする場合はCECHA00モデルかPSP本体、MRW-F3が必要である。書き出しは番組の長さに比例するほど長い時間を待機する必要があり、ソニー製の一部の媒体以外では視聴ができない暗号化がかかっているが、録画直後のMPEG2からMPEG4/AVCに映像が変換されるため容量は減少する。
PS3にtorneアプリをインストールすると、XMBに「テレビ&アプリ」の項目が追加される。
ゲームやBlu-ray Disc再生、PlayStation Storeなどの動作中にもバックグラウンドで録画が可能だが、PS2のゲームやPlayStation Home実行中は録画ができない。また、録画中はPlayStation Eyeの挙動が不安定となることがある。

### 仕様
地上デジタルチューナー
- 対応放送：地上デジタル放送（ISDB-T）
- 受信チャンネル：VHF 1〜12ch、UHF 13〜62ch、CATV C13〜C63ch
- アンテナ入力：F型コネクタ
- アンテナ出力：F型コネクタ
- 接続端子：USB2.0
- B-CASカードスロット（青色B-CASカード添付）
- 電圧：5.0V（USB bus Power）
- 消費電力：2.5W
- 外形：100×24×112mm
- 重量：約130g

torne
- PlayStation Network対応
- トロフィー対応
- 必須HDD容量：300MB以上（録画の保存領域を除く）

### ソフトウェアアップデート（PS3）
最下段が最新バージョンとする。バージョン1.00、2.00、4.00はインストールディスクが存在し、一度インストールするとディスクなしでTorneが起動できる。
バージョン1.00
- 2010年3月18日
  - 初期リリース

バージョン1.10
- 2010年3月24日公開
  - CATVの周波数変換パススルー方式の一部（VHF帯に変換されるもの）に対応[22]。なおCATVははパススルー方式のみ対応でトランスモジュレーション方式には対応していない。

バージョン1.20
- 2010年4月27日公開
  - マルチパス（電波の反射波・干渉波）等の影響によるアンテナレベルの低下を軽減した[23]。

バージョン2.00
- 2010年6月29日公開
  - 録画モードに「3倍モード」を追加
    - 録画モードに、従来の「DRモード」に比べ、約3倍長く高画質で録画できる「3倍モード」を追加した。「3倍モード」で録画する際は「AVC方式」で録画され、ゲームやブルーレイディスク/DVDを楽しみながら予約設定した番組を、「DRモード」に加え、「3倍モード」でも録画することが可能になり、これまでと同様、録画された映像は映画、スポーツ、アニメなど映像ジャンル毎に最適化されたアップコンバート機能とノイズリダクションにより、美しく再現される。

  - 「追いかけ再生」に対応
    - 録画中のテレビ番組も再生できるようになり、追いかけ再生中も早送りや早見再生、シーンサーチなどの機能を使用することができる。

  - 「トルミル情報」
    - オンライン接続してテレビ番組をリアルタイムで見ているtorneユーザーの状況（ミル数）が、「TV（テレビ）」メニュー画面上に表示されるようになった。

  - 一時停止表示の消去
    - 一時停止中に表示されているマークが、一定時間で表示が消えるようになった。

  - 番組表表示の調整
    - 7チャンネル表示で表示される時間帯が、5時間分から9時間分に拡大された。3チャンネル表示で文字を大きくした。

  - BDリモコンページ送りボタン追加
    - BDリモコンで、青と赤ボタンがページ送りボタンになった。番組表では一日送りになる。

  - コントローラにページ送り操作追加
    - 番組表の一日送り同様のページ送り操作が他の場面でも使えるようになった。

  - 録画番組のデータサイズ表示
    - 録画ファイルの情報に容量表示が加わった。

  - オンラインマニュアル機能を追加 
    - 「CONTROLS」画面で、オンラインマニュアルが読めるようになる。

  - 番組表情報の取得率を表示 
    - トップメニューで「GUIDE」にカーソルを合わせると、EPGの取得率が確認できるようになる。

  - 録画通知メッセージに番組名を表示 
    - 予約録画開始時に表示されるメッセージに、番組名を表示。

  - PlayStation Networkサインインダイアログの表示 
    - トルミル表示を有効にしている場合に、torne起動時にサインインしていない時はサインインを促すダイアログが表示される。

  - 繰り返し録画エラー通知方法変更
    - 同じ録画予約で録画のエラーが複数回発生していた場合は、直近の1回分のみ通知される形に変更。発生している録画エラーを一括削除する機能も追加。

  - ビデオのサムネイル
    - 録画されたビデオのサムネイルが好きなシーンのコマに変更できるようになった。

  - 自動録画時の起動音廃止（Twitterのみで公表）
    - 自動録画でPS3がスタンバイから復帰する時に「ピッ」という起動音が出なくなった。（システムソフトウェア3.40以降が必要）[24]

  - 音飛びの修正（Twitterのみで公表）
    - 画面全体がほぼ同じ色になっている場合、一部の番組で音飛びが発生することがあったのを修正した[25]。

  - 繰り返し録画の強化（torne内ヘルプ、Twitterでの記載）
    - 繰り返し録画における次回の番組を探すアルゴリズムの強化を行った[26]。

バージョン2.01
- 2010年10月22日公開
  - 緊急地震速報に対応
    - 詳細は不明。（10月23日現在、実装後未発表のため）

  - 一部誤表示されていたトルミル数の修正
    - 一部のユーザーでトルミル数が誤表示される問題を解決。

バージョン2.10"ライブ"（システム上は2.10扱い）
- 2010年12月15日公開
  - twitterを使ったライブ機能に対応
    - 放送局毎や自分のタイムライン表示、番組表からのツイート等が可能

  - テレビ、ビデオの音量調整機能追加
  - 検索機能の強化
    - 英数字の大文字小文字、全角半角を区別しない
    - ジャンルの項目で「～以外」の検索が可能
    - キーワードがハイライト表示

  - USBキーボードでの操作を改善
  - 番組情報表示の文字サイズが調整可能
  - PSPへの書き出しの時にPSPのニックネームを表示
  - アップデートの内容表示を追加

バージョン3.00"リモート"（システム上は3.00扱い）
- 2011年7月7日公開
  - このバージョンより無料アップデートだけで無く、専用のオンラインストア「トルネ屋」での有料の追加機能を購入することができるようになる。
  - 有料アップデート
    - レコ×トルネ
      - 同じホームネットワークに接続されているソニー製BDレコーダーBDZシリーズや録画対応ブラビアをリモートコントロールできる。これによりtorne上からBDレコーダーのBS/110度CSを含めた番組表検索、 録画予約、ビデオ再生、録画データの管理が可能となる。

    - デザインテーマ機能の追加
      - デザインテーマもトルネ屋で購入可能。

    - ウォークマン、nav-uへのビデオ書き出し機能の追加

  - 無料アップデート
    - リモートプレイの強化
      - インターネットを経由して、外出先からPSPで番組の検索や録画予約、ビデオの整理ができるようになる。

    - ビデオ書き出し機能の強化
      - ビデオ書き出し終了後にPS3の電源を自動的に切る機能を追加
      - ソニー製メモリカードリーダーを使ったメモリースティックへのビデオ書き出し機能の追加

    - 番組表機能の強化
      - ジャンルごとに色分けする「ジャンルハイライト機能」の追加
      - トル数の情報を表示する「トル情報リボン表示」の追加
      - 指定したチャンネルのみの1週間表示機能の追加
      - スタンバイ時に録画を行った際録画終了後に番組表を自動更新するように強化

    - ライブ機能の強化
      - Twitterの表示を画面下に配置できるようになる
      - TwitterのUserStreamAPIに対応、よりリアルタイムにタイムラインの取得を可能に
      - スパム報告機能の追加
      - 文字サイズを変更できるようになった
      - ハッシュタグの文字色を見やすく変更、ツイート時に一部ハッシュタグを追加しないように仕様変更

    - ビデオ画面の機能強化
      - 番組名でまとめて表示できる「シリーズ表示」を追加
      - 新しいフィルターの追加
      - 複数選択したビデオの連続再生機能を追加

    - プレイヤー機能の強化
      - 早見再生を1.2倍から2.0倍の間で調整可能に、音質も向上
      - トリックプレイのパフォーマンスを向上
      - コマ送り、スロー再生の追加
      - ビデオの頭出し精度の強化

    - 番組検索機能の強化
      - 日付での検索絞り込みに対応
      - キーワード検索で2つ以上のキーワードで検索する場合に「キーワード詳細設定ダイアログ」を使って行うようにするよう仕様変更

    - その他
      - テレビ視聴時にコントローラの左スティックでチャンネル切り替えが可能に
      - BGM再生で曲が切り替わるタイミングで曲名が表示される
      - 他の機能から戻ってきた時のBGM再生を曲中からも可能に
      - トルミル情報ヘッダタグを「ネットワーク情報ヘッダタグ」に仕様変更し、トルミル情報表示機能、ライブ機能、「レコ×トルネ」機能でエラーが起きた際に表示するようになった
      - リストの先頭へ戻る操作を番組表以外でもできるようにした
      - 「見ながらネット」機能をテレビ画面でのみ利用できる形に仕様変更
      - BDリモートコントローラでのコマ送り、コマ戻し、スロー再生、スロー逆再生、チャンネル切り替えに対応

バージョン3.50
- 2011年12月15日公開
  - PlayStation Vita（PS Vita）へのビデオの書き出し、リモートプレイに対応
  - クイック書き出し機能を搭載
    - 録画と同時に書き出し用データの作成を行う。これにより外部機器へのビデオ書き出し時間を短縮できる。バージョンアップ以前の録画データ、バージョンアップ後でも本機能を適用していないデータは従来通りの書き出しを使うことになる。

  - 新しいデザインテーマを追加
  - サウンド機能の改善
    - BGMや効果音の音量調節が可能となった。

  - ビデオ書き出し機能の強化
    - 3.00以降に発売されたウォークマン、Nav-Uに対応
    - PSPや一部のウォークマンへ高解像度の書き出しに対応、標準画質で書き出した場合の画質も改善

  - 「レコ×トルネ」機能の強化
    - スカパー!HDのビデオ再生に対応
    - BDレコーダー内蔵HDDの残量表示に対応
    - BDレコーダーに録画された番組の番組情報表示に対応

  - 放送周波数変更時の自動追従に対応

バージョン3.51
- 2011年12月16日公開
  - 3.50にした時に一部環境で発生する動作不具合を修正

バージョン3.52
- 2012年1月20日公開
  - PS Vitaでのリモートプレイ使用時に正しい画質で表示されていない不具合を修正
  - CATVを利用した一部の環境で特定のチャンネルが視聴できない問題を修正

バージョン4.00
- 2012年6月19日公開
  - nasneに対応。nasneに同梱されるほか、torneのユーザーに対してもオンラインアップデートが行われる。
  - 「SETTINGS（セッテイ）」画面のデザインや設定項目を改善
  - 「TV（テレビ）」画面の強化
    - チャンネルパネルで最大23チャンネル同時表示に対応
    - ライブ機能にツイートされたコメントがテレビ画面下部に常時表示される「ビューモード」、任意キーワードの検索機能を追加

  - 「SEARCH（バングミケンサク）」画面の強化
    - キーワード入力履歴を最大32件までロックして保存できるようになった
    - 検索項目に「サブジャンル」「番組種別」を追加

  - 「Myチャンネル」機能の追加
    - 番組表やチャンネルパネルなどで選択したチャンネルのみ表示することができる。

  - バージョン4.0以降で録画した番組をPS Vitaへ書き出す際の画質を向上
  - レコ×トルネ機能の変更
    - 「My番組表」機能を「Myチャンネル」機能に変更
    - 番組表の放送種別の切りかえ操作を変更、番組表種別を表示

  - メッセージダイアログのスクロール表示に対応
  - スケジュール画面で予約重複時にハイライト表示するようにした
  - トップメニュー画面のヘッダタグ表示を変更
    - 各機器のヘッダタグに警告マークを表示する形式にしたほか、接続状態や使用状態のステータスが表示されるようにした。

  - 「GUIDE（バングミヒョウ）」画面のデザインを変更、画面の端でチャンネルが見切れないようにした

バージョン4.01
- 2012年6月19日公開
  - 4.0を快適に操作するためのアップデートパッチ

バージョン4.1
- 2012年8月30日公開
  - nasneで録画した番組コンテンツをPS3を経由する形でPS Vita、PSP（PSP goの本体メモリへの書き出しも含む）、ウォークマン、nav-uへの書き出しに対応。

バージョン4.2
- 2013年5月16日公開
  - ビデオ検索機能の追加
    - 録画した番組をキーワードで検索することが可能となる。

  - ライブ機能の再開及び仕様の一部変更
    - 選択したツイートを「お気に入りに登録する」機能を追加
    - 「引用する」ツイート機能の削除
    - 一部画面デザインを変更

  - トルミル情報の表示機能、ライブ機能をサービス名称を「torneオンラインサービス」に変更
  - 「レコ×トルネ」機能を強化しBDレコーダーに接続された外付けHDDの操作に対応した
  - 設定画面の項目において、「torne PS Vita」と表記の統一を行う為。一部の文言を変更
  - チャート画面の 集計期間を切り替える機能を削除

バージョン4.21
- 2013年6月28日公開
  - ビデオの早送り操作中に動作が不安定になる問題を修正
  - 一部の環境でレコ×トルネ機能を使用する際にソニー製BDレコーダーが認識されないことがある問題を修正
  - 動作の安定性を向上させる調整を実施

バージョン4.5
- 2013年12月12日公開
  - nasneのシステムソフトウェア2.1で対応したチャプター自動生成機能に対応
    - チャプター情報の表示や左スティックの左右操作でのチャプタージャンプが可能となる。

  - ニコニコ実況連携機能の追加
    - ニコニコ実況のコメントをビデオ再生時を含めて表示可能にする。また、シーンサーチではコメントの勢いがグラフ表示される。

バージョン4.51
- 2013年12月19日公開
  - 一部環境下でトップメニュー画面で操作ができなくなる問題を修正

バージョン4.52
- 2016年10月31日公開
  - 動作の安定性を向上

バージョン5.00
- 2017年12月4日公開
  - 公式キャラクター「トルネフ」の追加
    - torne起動時などにトルネフが登場し、お知らせなどのさまざまな情報、録画コンテンツやオススメ番組について、ガイドしてくれる。

  - NEWS(ニュース)画面の追加
    - トルネフが気になる番組のリスト「トルネフピックアップ」や運営からのお知らせ、トルネフMCのアンケートなどが楽しめる。

  - 起動画面がPS4版と同じロゴに変更

## PlayStation Vita/PlayStation Vita TV版
PlayStation Vita上でnasneの管理やテレビの視聴、録画したデータの視聴や書き出しを行えるソフト。2012年12月20日よりPlayStation Storeにて配信が開始され、2013年3月13日まで無料、同年3月14日以降は800円で購入可能となる。使用するに当たって、PS Vitaのシステムソフトウェアを2.02以降にアップデートしておく必要がある。
PS3版のtorneのユーザーインターフェースをそのまま踏襲しており、軽快な番組表表示もそのまま受け継いでいるだけでなく、タッチパネルによる操作も可能にしており、ドラッグやフリック、ピンチイン・アウトでスクロールや拡大縮小、再生・停止・スキップなどが可能となっている。
nasneの録画データの書き出しはWi-Fiを経由することで可能となっており、ケーブルを接続することなくワイヤレスで録画データの書き出しが行われる。また、室内での録画予約だけでなく、外出先でもWebブラウザを使用する形で「Gガイド.テレビ王国 CHAN-TORU」から録画予約の設定も可能となっている。
なお、torne PS Vitaが接続できるのはnasneのみであり、torneの地上デジタルチューナーを接続したPS3には接続はできない。このため、PS3で録画したデータの書き出しを行う場合は、従来通りuke-torneを使用することになる。ただしメモリーカードに確保される録画データ書き出し領域はuke-torneとtorne PS Vitaで共用されるため、uke-torneで書き出した録画データをtorne PS Vitaで見ることは可能である。
torne PlayStation Vita TVは、torne PlayStation VitaのPlayStation Vita TV対応版である。2013年11月14日から配信している。PlayStation Vita TVは、物理的にはレコーダーキット付属の地上デジタルチューナーを接続できるがtorne PlayStation Vita TVでは対応していない。機能的には、対応ハードウェアの仕様に対応して、タッチパネル関係の機能が無いのと、表示解像度が異なる。また、PS TVにはバージョン2.00は配信されていない。

### ソフトウェアアップデート(PS Vita)
バージョン1.00
- 2012年12月20日
  - 初期リリース

バージョン1.01
- 2013年10月9日公開
  - 64GBメモリーカードに対応

バージョン1.1
- 2013年12月12日公開
  - nasneのシステムソフトウェア2.1で対応したチャプター自動生成機能に対応

バージョン1.11
- 2013年12月19日公開
  - nasneからのビデオ書き出しに失敗する問題を修正

バージョン2.00
- 2014年9月25日公開
  - リモート視聴・録画機能「Anytime TV」に対応（nasneのシステムソフトウェアを2.50にすることが必要）
  - ニコニコ実況連携機能を追加
  - 録画番組のキーワード検索機能を追加

## PlayStation 4版
PlayStation 4はnasneに対応することを予定していたが、2014年5月30日の発表でPlayStation 4版torneの発売が同年6月10日と正式に決まった。当初は同年7月31日までは期間限定無料キャンペーンを行い、8月1日以降は価格が823円（税込）となるとしていたが、好評なのを受けて価格改定を実施、8月1日以降も無料で配信する事になった。PlayStation Storeより配信される。
PS4版ではロゴも一新されていて、様々な機能追加などが実現している。
- 本体高性能化による、PS3版を超える快適な操作性と起動の高速化の実現。
- torne初のゲームとの同時実行が実現。タスク切り替えによってゲーム間との行き来が可能。ただしアプリケーション扱い（通称ミニアプリ）に変わったのでPS3版では有ったトロフィーが存在しない。
- トルネフが番組紹介する機能。
- 逆再生の対応。その時は音声はミュートされる。
- 30倍120倍再生時のフレーム補間機能。
- 「オトイイネ」のトルネ屋での発売。これは音声データ圧縮で失われた微細な信号を復元するハーモニクスイコライザー対応プラグインである。
- HDMI-CEC対応。TV側のリモコンによる制御に対応可能。

PS3では対応している地上デジタルレコーダーキット付属のUSB接続地デジチューナーには対応しない。このユニットはPS3専用である。また、SCEはnasne発売以降はローカルにチューナーを接続しない方針である。
PS3版とは違ってPS Vita等への書き出しには対応しない。これはVitaでは直接PS Vita版torneを使えば可能である。
BDリモートコントローラーには対応していない。PS4本体システムソフトウェアが対応していない為。
HDMI-CEC対応やYUV出力処理系追加など、torneに必要な機能がシステムソフトウェア1.70で追加されたため、torneの動作には予め1.70以上にしておく必要が有る。

### ソフトウェアアップデート(PS4)
バージョン1.00
- 2014年6月10日
  - 初期リリース

バージョン1.10
- 2015年3月18日公開
  - torne mobileからのリモコン操作に対応
  - 視聴再生時の画質を改善

バージョン1.20
- 2016年3月16日公開
  - torne mobile 1.10のリモコン機能に対応

バージョン1.21
- 2016年3月16日公開
  - 動作の安定性を向上

バージョン1.22
- 2017年11月16日公開
  - torne mobile 1.30のリモコン機能に対応

バージョン1.23
バージョン1.30
バージョン1.35
バージョン1.36
バージョン1.37
- 2024年2月　公開
  - 動作の安定性の改善

## Android/iOS版（torne mobile）
torneの提供開始5周年にあたる2015年3月18日に提供を開始したスマートフォン・タブレット端末向けアプリ。無償配布され、nasneと連携して番組表の閲覧や録画予約が可能となっているほか、アプリ内でアドオンを購入することでリモート視聴を含めた放送や録画番組の視聴が可能となっている。
操作体系は基本的にPS4版を踏襲しているが、メインメニューはスマートフォンやタブレット端末に合わせる形で縦ないし横配列となっている。また、システム的に必要な部分以外の全てをフルネイティブで実装、PSファミリー版とほぼ同様の操作感を実現している。
PS4版を操作する際のリモコンアプリとしても使え、スマートフォン等からPS4の起動、torneの操作、番組の録画や視聴ができるようになっている。また、PS4版のようにトルネフが登場し、番組紹介やアンケート機能を備えているが、これに加えてアプリの起動やメッセージの確認、アンケートへの回答、Twitterでツイートすることなどによって得られるポイントを使ってミニゲームが遊べ、トルネフのボイスが手に入る機能も搭載されている。
Vita版やTV SideViewなど既存のAndroid/iOSに対応したDLNA連携アプリと異なり、汎用のDLNA機器の映像視聴には対応していない。また、PSファミリー版で必須だったPlayStation Networkへのログインが不要となっており、リリース当初はニコニコ実況やTwitterと連携した実況機能が省略されていた。将来的には検討したいとしており、2016年3月16日にリリースされたVer.1.10でニコニコ実況との連携に対応している。
再生可能な解像度については、汎用プラットフォームであるため、機器によって扱えるコーデックが異なることから、当初はモバイル向けのSD解像度（720×480ドット）のみだったが、その後Android版のVer.1.10、iOS版のVer.1.20でHD解像度に対応している（あわせて早見（1.2〜2倍速）・早送り・早戻しにも対応）。また当初対応していなかった録画番組の書き出し機能についてはAndroid版/iOS版いずれもVer.1.30から有料オプションとして対応、これによりWi-Fi経由（外出先からの操作は不可）で録画番組をスマートフォンやタブレット端末に書き出す事が可能となる。

## PlayStation 5版
PS5発売直後は非対応であったが、PS5のOSにnasneに関する規格を搭載していなかったためリリースは遅れ、2021年11月24日に対応。引き続き無料で、nasneが必須である。また、2021年3月末より、ソニーがかつて製造していたnasneの続編としてバッファローが新型nasneを発売した。新型のバッファロー製nasneは他のnasneからのデータ引っ越しに対応し、PS3,PS Vita（PS Vita TV)に接続できない。PS5用メディアリモコンには対応。

## トルネ番付
居住する都道府県内の「トル機能」サービス利用者の視聴台数・録画台数を、番組別に知ることができる。「トル」は録画数の単位。東京都内で録画された人気番組の「トル数」を、「速報トルネ番付」（例：連続ドラマの第1話）、「月間トルネ番付」（ドラマ編・アニメ編でそれぞれの番組別月間平均値）の形でまんたんウェブが発表しており、Yahoo!ニュースにも引用掲載され、視聴率に変わる人気番組の新指標として注目されている。

## その他
- 本製品の発表前の2009年3月、SCEが「PLAYSTATION 3の周辺機器に関するアンケート」を実施し、それには地上デジタルチューナーやレコーダーについての項目が含まれていた[37]。

- torneが初登場したPS3用「地上デジタルレコーダーキット」発売直後は出荷数の少なさや週末が重なったことに加え、発売週に地上波初放送となった『スパイダーマン3』やシリーズ連続放送の第1回となった『パイレーツ・オブ・カリビアン 呪われた海賊たち』といった大ヒット映画が映画番組の軒を連ねていたこともあり、発売日にもかかわらず店頭に並ぶ前から予約のみで完売した店が相次いだ。

- 日経エレクトロニクス誌で2010年9月6日号から同年10月18日号まで「地デジ視聴・録画キット「torne」の開発」という連載記事が掲載された。

- torneの番組表に使われているフォントはモリサワの「フォーク」である[38]。

- 番組表の文字は単純な文字列描画ではなく、全てベクターデータをレンダリングしたもの[39]であり、番組表表示では相当数のポリゴンを処理している事になる。これによって、番組表を拡縮しても文字輪郭にジャギーが乗る事が無い。

- torneの映像出力はRGBではなく放送波に合わせて全てYUVで映像を出力している[39]。（映像信号出力ではなく本体画面に表示しているPS Vita版を除く）

## トルネフ
torneの公式マスコットである。
直接ソフトに関係するものではないが、長らくマスコットの存在しなかった本機に一足早く6月18日よりtornev(トルネフ)というオウムのキャラクターが登場した。自分のTwitterアカウント（@tornev）も持っており、目標は薄型テレビを買うこととされている（ちなみに、彼のテレビはブラウン管）。
トルネフはTwitter上でtorneに関する事やたわごとを呟いているが、AV Watchが記事ではぼかした、デコード時にジャンル毎に最適なパラメータでフィルターを掛けているという「◯◯◯◯フィルター」という非公式名称について、実は「けいおん!!フィルター」だと明かしている。
他にも、自分が呟いていた謎のカウントダウンの内容を2日前に自ら一つ漏らして怒られるという顛末も有った。その時に漏らした行為を「ネフ・リークス」と自称している。
以下のサイトも参照。
- “トルネフの部屋”.   SCEJA. 2014年5月29日閲覧。
- トルネフ (@tornev) - X（旧Twitter）